# Maria Laurentyna od św. Stanisława Prin
Maria Laurentyna od św. Stanisława Prin, (fra.) Marie-Laurentine de Saint-Stanislas (świeckie Jeanne-Reine) (ur. 9 lipca 1747, zm. 17 października 1794 w Valenciennes) – błogosławiona Kościoła katolickiego, męczennica, ofiara prześladowań antykatolickich okresu francuskiej rewolucji.
Maria Laurentyna od św. Stanisława Prin była siostrą zakonną z klasztoru urszulanek w Valenciennes. Śluby zakonne złożyła w 1767 roku.
Aresztowana została z grupą sióstr prowadzących działalność wychowawczą i wyrokiem trybunału rewolucyjnego została skazana na śmierć, i zgilotynowana. 
Przed egzekucją wybaczyła swoim katom przez ucałowanie rąk, a na szafot wzorem męczenników wczesnochrześcijańskich weszła odważnie i z pogodą.
Wspominana jest w dzienną rocznicę śmierci.
Proces informacyjny w diecezji Cabrai toczył się od 15 listopada 1900 do marca 1903 roku. Dekret o braku wcześniejszego publicznego kultu Służebnicy Bożej (non cultu ) ogłoszony został 27 listopada 1907, a dekret o męczeństwie 6 lipca 1919roku.
Beatyfikacji Marii Laurentyny od św. Stanisława Prin dokonał 13 czerwca 1920 roku papież Benedykt XV w grupie Męczennic z Valenciennes.